# Blairville
Blairville ist eine französische Gemeinde mit 306 Einwohnern (Stand 1. Januar 2022) im Département Pas-de-Calais in der Region Hauts-de-France. Sie gehört zum Arrondissement Arras, zum Kanton Avesnes-le-Comte und zum Kommunalverband Campagnes de l’Artois.

## Lage
Die Gemeinde Blairville liegt am Südostrand des Artois, zehn Kilometer südwestlich von Arras. Nachbargemeinden von Blairville sind Wailly im Nordosten, Ficheux im Osten, Hendecourt-lès-Ransart im Südosten, Adinfer im Süden, Ransart im Südwesten sowie Rivière im Nordwesten.

## Bevölkerungsentwicklung
| Jahr                       | 1962 | 1968 | 1975 | 1982 | 1990 | 1999 | 2011 | 2022 |
| -------------------------- | ---- | ---- | ---- | ---- | ---- | ---- | ---- | ---- |
| Einwohner                  | 254  | 247  | 269  | 265  | 271  | 298  | 296  | 306  |
| Quellen: Cassini und INSEE |      |      |      |      |      |      |      |      |

## Sehenswürdigkeiten

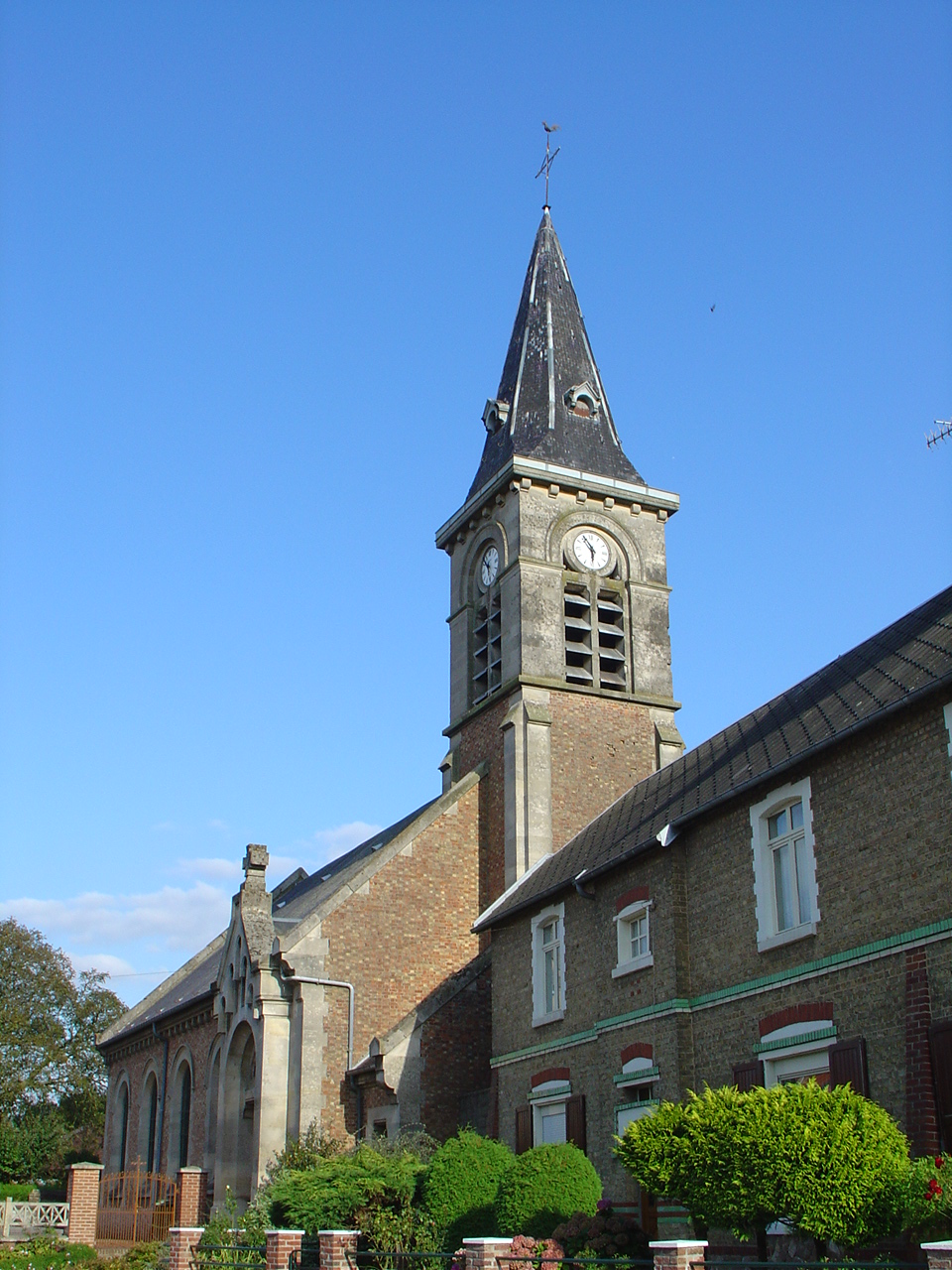
Kirche Saint-Vaast
- Wasserturm

- Kirche Saint-Vaast